# Kung Fu Jungle
Kung Fu Jungle è un film del 2014 diretto da Teddy Chan.
La pellicola, prodotta e girata in cooperazione tra Hong Kong e Cina, è stata proiettata in anteprima ai BFI London Film Festival il 12 ottobre 2014 e uscita in seguito nelle sale di Hong Kong il 30 ottobre 2014 e poi il 31 ottobre 2014 in Cina. Nel 2015 è stato inserito e presentato tra i migliori film d'azione alla 17 edizione del Far East Film Festival.
È stato trasmesso per la prima volta doppiato lingua italiana su Cielo il 26 gennaio 2017 nel ciclo di film dedicati alle arti marziali "le furie d'oriente".

## Trama
Hahou Mo, esperto di arti marziali e istruttore di autodifesa della polizia, è stato arrestato per omicidio colposo durante un combattimento. Tre anni dopo un killer, Fung Yu-Sau, inizia ad uccidere maestri di arti marziali, Hahou rivela all'ispettrice Luk Yuen-Sum di conoscere il killer. Per catturare il killer dovrà usare la conoscenza delle arti marziali, solo così Hahou Mo potrà guadagnare di nuovo la sua libertà.

## Curiosità
Nel film sono presenti numerose citazioni e camei dedicati ai più grandi attori di film d'arti marziali del cinema di Hong Kong del passato. Infatti nei titoli di coda è possibile vedere i vari attori non protagonisti famosi che hanno partecipato al film e il ricordo di alcuni di loro: Jackie Chan, Bruce Lee, David Chiang, nonché il famoso produttore della Golden Harvest Raymond Chow.

## Distribuzione
Il film è stato distribuito in Italia a partire dal 24 gennaio del 2017, senza passare per le sale cinematografiche, direttamente in home video per conto della CG Entertainment, in collaborazione con la Tucker Film e il Far East Film Festival.

## Riconoscimenti
- 2014 - Golden Horse Film Festival
  - Nomination per le migliori coreografie action a Wei Tung, Donnie Yen, Hua Yan, Bun Yuen
- 2014 - Macau International Movie Festival
  - Nomination per il miglior film a Teddy Chan
  - Nomination per il miglior attore a Donnie Yen
  - Nomination per la miglior fotografia a Wong Wing-hang
  - Nomination per il miglior attore non protagonista a Wang Baoqiang
  - Nomination per la miglior regia a Teddy Chan
  - Nomination per la miglior attrice non protagonista a Bing Bai
- 2015 - Jackie Chan International Action Film Week
  - Nomination per il miglior performance action a Wang Baoqiang
- 2015 - China Movie Heroes Awards
  - Nomination per le migliori coreografie action a Wei Tung, Donnie Yen, Hua Yan, Bun Yuen
- 2015 - Hong Kong Film Critics Society Awards
  - Nomination per il miglior film a Teddy Chan
- 2015 - Huading Award
  - Miglior attore a Donnie Yen
  - Miglior nuova performance a Shatina Chen
  - Nomination per le migliori coreografie action a Wei Tung, Donnie Yen, Hua Yan, Bun Yuen
- 2015 - China Britain Film Festival
  - Golden Knight Award per la miglior regia a Teddy Chan
- 2015 - Hong Kong Film Awards
  - Migliori coreografie action a Wei Tung, Donnie Yen, Hua Yan, Bun Yuen
  - Nomination per il miglior attore non protagonista a Wang Baoqiang
  - Nomination per i migliori effetti speciali/visivi a Enoch Chan
  - Nomination per il miglior montaggio sonoro a Kinson Tsang, Lee Yiu-keung